# Acacia seifriziana
Acacia seifriziana é uma espécie de leguminosa do gênero Acacia, pertencente à família Fabaceae.